# هيرنانديز
هيرنانديز (بالإنجليزية: Shawn Hernandez)‏ هو مصارع محترف أمريكي، ولد في 11 فبراير 1973 في هيوستن في الولايات المتحدة.

## وصلات خارجية
- هيرنانديز على موقع WrestlingData.com (الإنجليزية)
- هيرنانديز على موقع CageMatch worker (الإنجليزية)
- هيرنانديز على موقع قاعدة بيانات المصارعة على الإنترنت (الإنجليزية)
- هيرنانديز على موقع عالم المصارعة على الإنترنت (الإنجليزية)

- هيرنانديز على موقع IMDb (الإنجليزية)